# Kurt Weitkamp
Kurt Julius Hermann Weitkamp (* 28. Oktober 1914 in Osnabrück; † 19. August 2001, Bowman in Georgia) war ein deutscher Schauspieler, Hörspiel- und Synchronsprecher.

## Leben
Weitkamp erlernte seinen Beruf an der Staatlichen Schauspielschule Berlin (1933–1935). Es folgten Bühnenengagements in Kiel (1935–1937), am Deutschen Schauspielhaus Hamburg (1937–1941), am Staatlichen Schauspielhaus Berlin (1941–1945), das Deutsche Theater Berlin (1945–1948), das Theater am Kurfürstendamm (1948–1951) sowie das Düsseldorfer Schauspielhaus, wo er zwischen 1951 und 1955 unter Gustaf Gründgens tätig war.
Seit den 1940er Jahren war Weitkamp zudem umfangreich als Schauspieler in Film-, später auch in Fernsehproduktionen tätig und spielte unter zahlreichen namhaften Regisseuren wie Wolfgang Staudte („Der Mann, dem man den Namen stahl“), Boleslaw Barlog („Seinerzeit zu meiner Zeit“), Robert A. Stemmle („Berliner Ballade“), Kurt Maetzig (in der DEFA-Produktion „Die Buntkarierten“), Helmut Käutner („Ein Mädchen aus Flandern“), Falk Harnack („Anastasia, die letzte Zarentochter“) und Édouard Molinaro („Die Dame vom Palast Hotel“).
Seine bislang letzte Filmrolle spielte er 1989 neben Armin Mueller-Stahl in Norbert Kückelmanns Komödie „Schweinegeld“.
Im Fernsehen war Weitkamp darüber hinaus in verschiedenen Literaturverfilmungen zu sehen wie der mehrteiligen Fontane-Adaption „Der Stechlin“ und Theodor Kotullas Verfilmung von Jakob Wassermanns „Fall Mauritius“, mehreren Filmen der Reihe „Tatort“ und verschiedenen Episoden von Fernsehserien wie „Detektivbüro Roth“ und „Ein Mann will nach oben“. 1966 hatte er als „Dr. Krüger“ sogar eine wiederkehrende Rolle in der ARD-Serie „Förster Horn“.
Daneben wirkte Weitkamp als Sprecher bei zahlreichen Hörspielen mit, so zum Beispiel 1954 als „Frosch“ in der von Gustaf Gründgens realisierten ersten kommerziellen deutschsprachigen Hörbuch-Produktion von „Faust I“ nach Johann Wolfgang von Goethe. Als weitere Hörspielrollen sind zu nennen sein „Pamphilius“ in einer Inszenierung von George Bernard Shaws „Kaiser von Amerika“ (SFB 1959; Regie: Willi Schmidt) und der „Mulatte“ in einer Inszenierung von Thomas Wolfes „Herrenhaus“ (NWDR 1954; Regie: Wilhelm Semmelroth).
Als Synchronsprecher lieh er seine Stimme u. a. Bernard Dhéran („TKX antwortet nicht“), Ron Randell („Die Welt gehört ihm“), Jack Allen („Vier Federn“), Lee van Cleef („Der China-Legionär“) sowie dem Hunde „Toughy“ im Disney-Film „Susi und Strolch“.

## Filmografie (Auswahl)
- 1944: Seinerzeit zu meiner Zeit
- 1944: Der Mann, dem man den Namen stahl
- 1946: Sag’ die Wahrheit
- 1948: Berliner Ballade
- 1949: Die Buntkarierten
- 1953: So ein Affentheater
- 1955: Alibi
- 1956: Frucht ohne Liebe (kleine Nebenrolle)
- 1956: Studentin Helene Willfüer
- 1956: Ein Mädchen aus Flandern
- 1956: Anastasia, die letzte Zarentochter
- 1957: Junger Mann, der alles kann
- 1958: Die Sache mit Kasanzew
- 1958: Die Bürger von Calais
- 1959: Das blaue Meer und Du
- 1962: So war Mama
- 1962: Schönes Wochenende
- 1963: Das Leben ein Traum
- 1963: Meine Frau Susanne (TV-Serie, 9 Folgen)
- 1963: Das Glück läuft hinterher
- 1965: Mach’s Beste draus
- 1966: Förster Horn (TV-Serie, 4 Folgen)
- 1968: Berliner Antigone
- 1970: Unwichtiger Tag
- 1970: Die Deutschlandreise
- 1972: Federlesen – Bilder aus dem Leben eines Einfallsreichen
- 1975: Frau von Bebenburg
- 1975: Der Stechlin
- 1977: Preußenkorso 45–48
- 1979: Ein Mann für alle Fälle (Fernsehserie)
- 1981: Der Fall Maurizius
- 1983: Tatort: Fluppys Masche (Fernsehreihe)
- 1984: Tatort: Freiwild
- 1985: Die Dame vom Palast Hotel
- 1985: Tatort: Tod macht erfinderisch
- 1986: Tatort: Tödliche Blende
- 1986: Der Kandidat

## Theater
- 1946: George Bernhard Shaw: Kapitän Brassbounds Bekehrung (Redbrook) Regie: Gustaf Gründgens (Deutsches Theater Berlin – Kammerspiele)
- 1946: Gerhart Hauptmann: Kollege Crampton (Max) – Regie: Rudolf Hammacher (Deutsches Theater Berlin)
- 1947: Carl Zuckmayer: Der Hauptmann von Köpenick – Regie: Ernst Legal (Deutsches Theater Berlin)
- 1947: Günther Weisenborn: Babel – Regie: Franz Reichert (Deutsches Theater Berlin)
- 1948: Stefan Brodwin: Der Feigling (Angestellter) – Regie: Ernst Legal (Deutsches Theater Berlin – Kammerspiele)
- 1948: William Shakespeare: Maß für Maß (Lucio) – Regie: Wolfgang Langhoff (Deutsches Theater Berlin – Kammerspiele)
- 1949: Ewan MacColl: Das krumme Gewerbe – Regie: Robert Wolfgang Schnell (Deutsches Theater Berlin – Kammerspiele)
- 1949: Paul Fechtner: Der Zauberer Gottes (Josias von Zanthier) – Regie: Vasa Hochmann (Theater am Kurfürstendamm)
- 1951: Gerhart Hauptmann: Fuhrmann Henschel (George) – Regie: Ernst Karchow (Theater am Kurfürstendamm)
- 1952: Carl Zuckmayer: Herbert Engelmann (Werner Goldstein) – Regie: Otto Kurth (Theater am Kurfürstendamm)
- 1953: Franz Seitz: Dorado (Karl V.) – Regie: Werner Kelch (Theater am Kurfürstendamm)
- 1953: Jean Giraudoux: Amphytrion 38 – Regie: Ernst Karchow (Theater am Kurfürstendamm)
- 1954: William Shakespeare: Viel Lärm um nichts (Don Juan) – Regie: F. R. Wendhausen (Theater am Kurfürstendamm)
- 1954: George Bernhard Shaw: Candida – Regie: Willi Schmidt (Düsseldorfer Schauspielhaus)
- 1954: Carl Zuckmayer: Katharina Knie – Regie: Ernst Legal (Düsseldorfer Schauspielhaus)
- 1955: Jean Giraudoux: Um Lucretia – Regie: Gustaf Gründgens (Düsseldorfer Schauspielhaus)
- 1956: George Bernhard Shaw: Helden – Regie: Ulrich Erfurth (Deutsches Schauspielhaus Hamburg – Die Rampe)
- 1959: George Bernhard Shaw: Der Kaiser von Amerika – Regie: Willi Schmidt (Renaissance-Theater Berlin)
- 1959: Rober Thomas: Die Falle – Regie: Erik Ode (Komödie am Kurfürstendamm)
- 1962: Max Frisch: Andorra – Regie: Fritz Kortner (Schillertheater Berlin)
- 1963: Friedrich Hebbel: Judith – Regie: Willi Schmidt (Schillertheater Berlin)
- 1965: Michel Georges-Michel: Spielzeug – Regie: Peter Mosbacher (Schillertheater Berlin – Werkstatt)
- 1966: Friedrich Hebbel: Maria Magdalena – Regie: Fritz Kortner (Schillertheater Berlin)

## Hörspiele
- 1946: Carl Zuckmayer: Katharina Knie – Regie: Hannes Küpper (Berliner Rundfunk)